# Sobranie

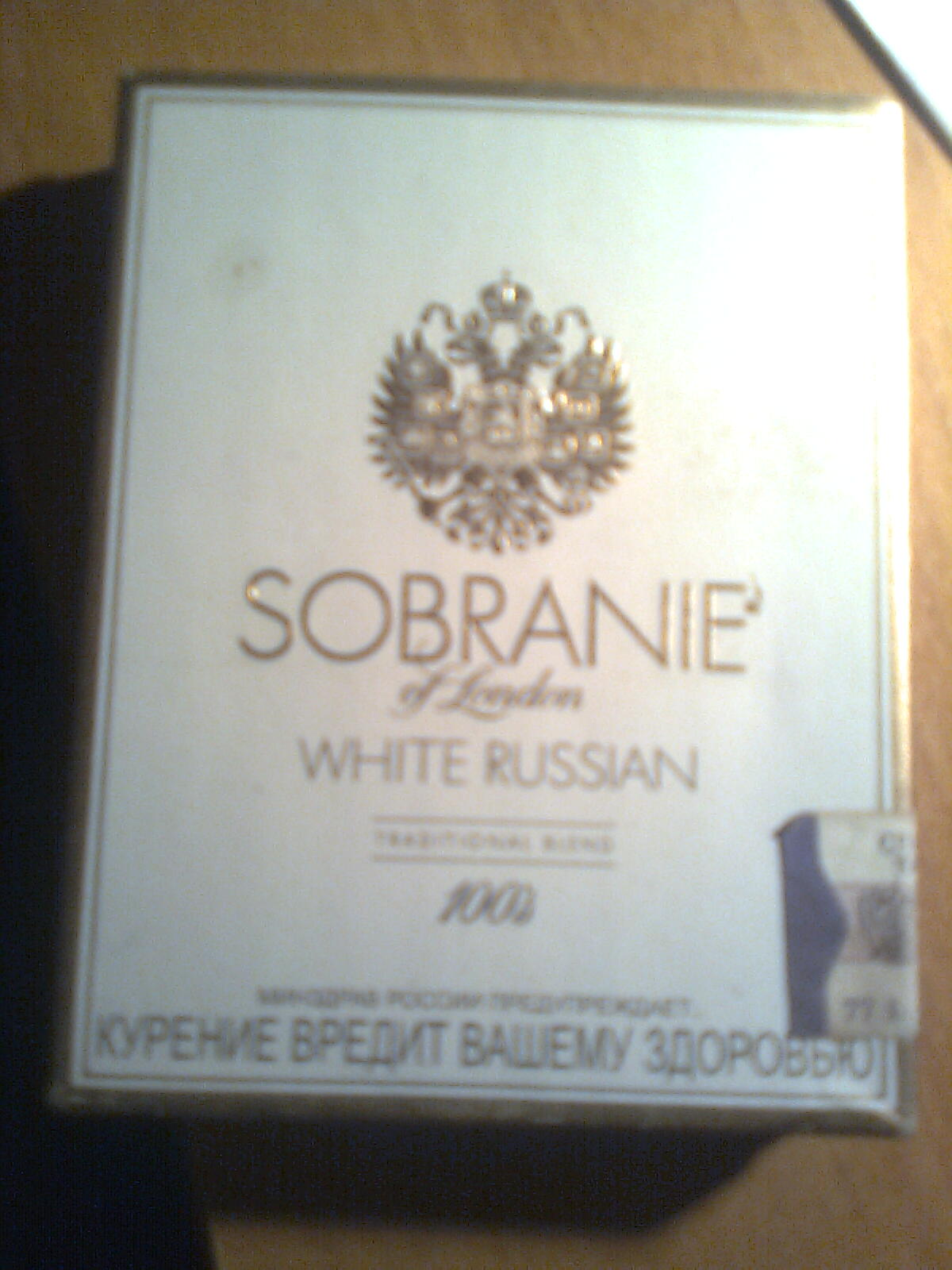
Sobranie

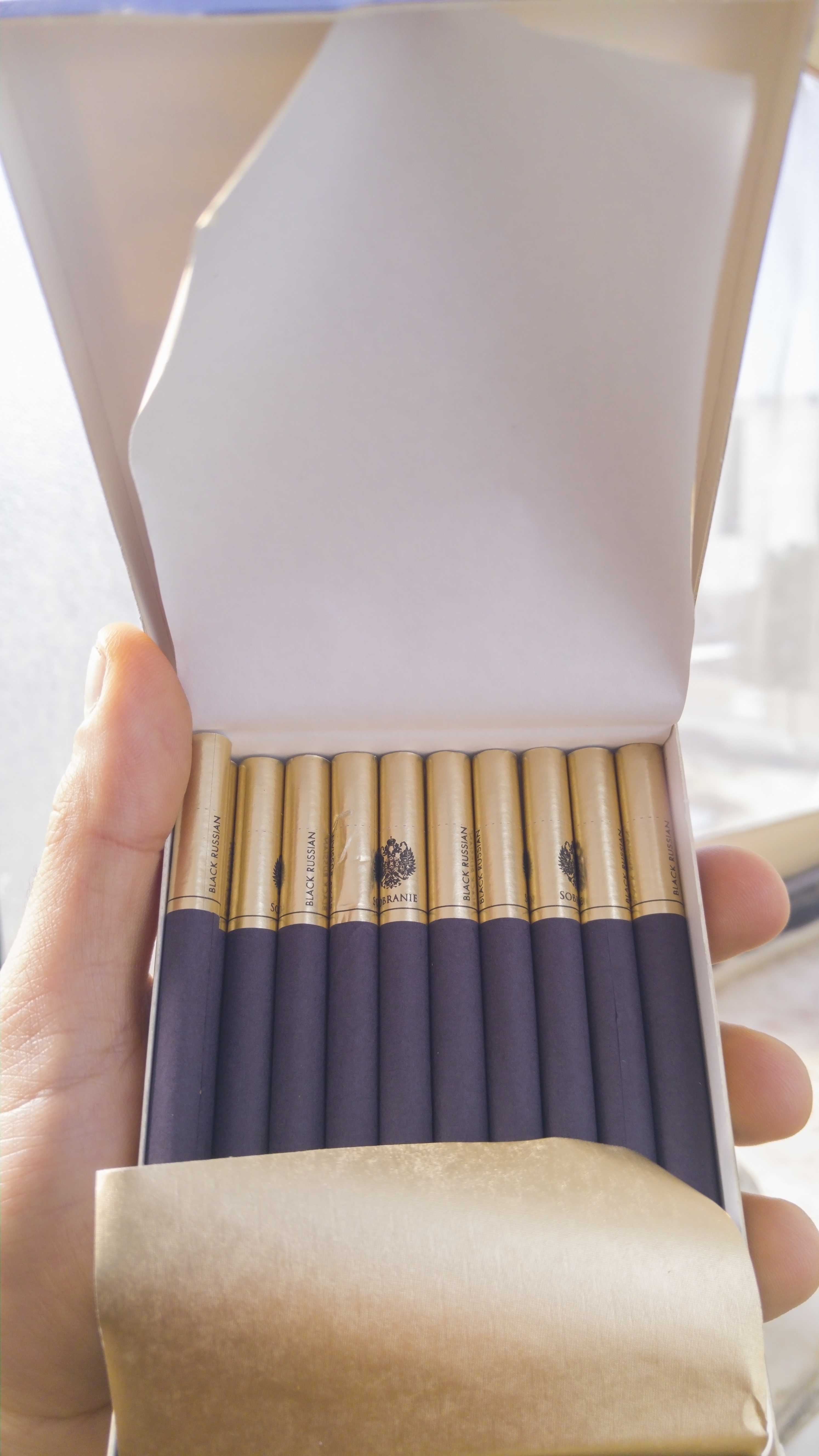
Sobranie

Sobranie este o marcă de țigări introdusă pe piață în anul 1879 în Londra de către familia  Redstone, fiind una dintre cele mai vechi case de țigarete din lume.
De-a lungul celor 138 de ani de existență, Sobranie a fost definiția luxului în industria tutunului, fiind adoptat ca furnizor oficial de numeroase case regale europene și de elitele din întreaga lume.
La început, țigaretele erau produse manual conform obiceiurilor rusești. Casa de țigarete Sobranie s-a impus rapid ca una dintre cele mai renumite si mai respectate marci de țigarete din lume, devenind furnizor al Casei Imperiale rusești precum și al caselor regale din Imperiul Britanic, România, Spania și Grecia.
Începând cu anii 1980, drepturile de autor pentru țigaretele Sobranie au fost cumpărate de conglomeratul britanic Gallaher Group, care continuă să producă celebrele țigarete și trabucuri premium în Europa. Gallaher Group avea să fie achiziționat mai târziu de Japan Tobacco.
Logo-ul de pe pachete datează din 1883 și reproduce stema imperială a Rusiei- vulturul bicefal și Sfântul Gheorghe ucigând balaurul, precum și Globus cruciger și sceptrul puterii suverane și aristocrate.

## Sortimente și arome

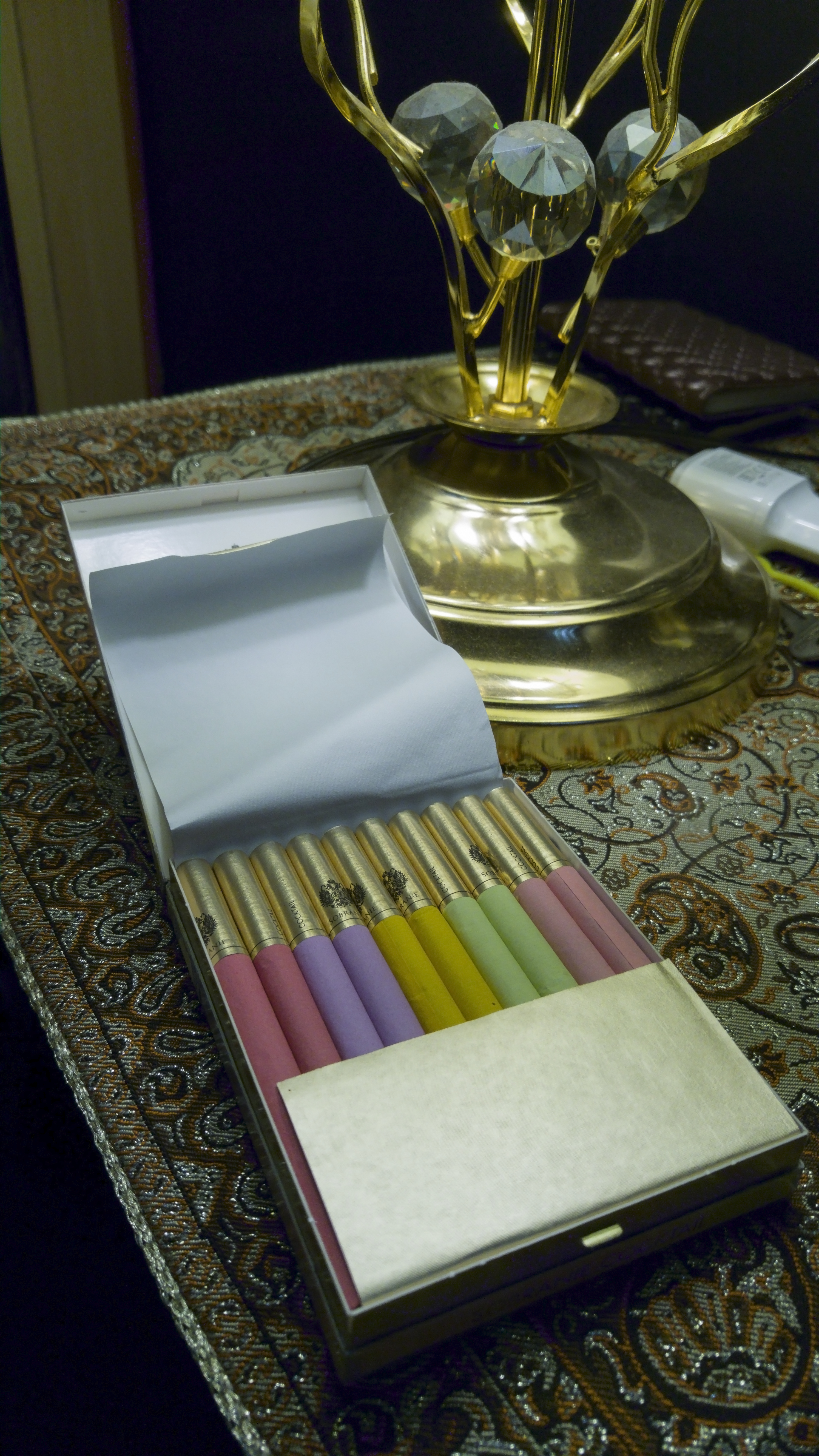
Sobranie

Printre varietățile premium produse se numără Sobranie Cocktail având filtrul din foiță aurită, și Sobranie Black Russian, având de asemenea filtrul aurit și fiind produse din foiță de culoare neagră. Ambele tipuri sunt  produse în Ucraina și Rusia.
În prezent se comercializează următoarele sortimente:
- Sobranie Classic cigarettes
- Sobranie Classic Lights
- Sobranie Black Russians
- Sobranie White Russians
- Sobranie Cocktail
- Sobranie Blues
- Sobranie Mints
- Sobranie Pinks
- Sobranie Whites
- Sobranie Gold
- Sobranie Black
- Sobranie Chrome